# Dušan Đokić
Dušan Đokić (Chirilic: Душан Ђокић; n. 20 februarie, 1980 la Prokuplje) este un jucător sârb de fotbal care evoluează la Club Brugge. În 2009 a fost împrumutat în Liga I, la Astra Ploiești.

## Cariera
A evoluat la începutul carierei la o serie de cluburi din țara sa natală, dar a ieșit în evidență abia la vârsta de 26 de ani, când a semnat pentru Steaua Roșie Belgrad, în ianuarie 2006. A avut un retur bun la belgrădeni în sezonul 2005-2006, marcând opt goluri în nouă meciuri și câștigând titlul de campion al Serbiei cu Steaua Roșie.
În următorul sezon a marcat alte 14 goluri, devenind golgheterul echipei și contribuind la încă un titlu de campioană.
În vara anului 2007 a fost transferat la FC Bruges. În ianuarie 2009 a fost împrumutat pentru jumătate de sezon în Cipru, la Omonia Nicosia, iar din septembrie 2009 evoluează la Astra Ploiești, tot sub formă de împrumut de la echipa belgiană.